# Seznam dirkačev v motociklizmu (L)
- Gijs Lagervey
- Fabrizio Lai
- Teuvo Länsivuori
- Carlos Lavado
- Eddie Lawson
- Eugenio Lazzarini
- Gianni Leoni
- Libero Liberati
- Dan Linfoot
- Joey Litjens
- Roberto Locatelli
- Johnny Lockett
- Bill Lomas
- Dino Lombardi
- Enrico Lorenzetti
- Jorge Lorenzo
- Marco Lucchinelli
- Thomas Lüthi
- Ernie Lyons